# Uzonyi Ferenc
Uzonyi Ferenc (Hajdúböszörmény, 1884. június 22. – Budapest, 1972. november 5.) növénypatológus, egyetemi tanár.

## Életrajza

I. évesek csoportképe Kolozsváron, 1904-ben. Ülnek: Uzonyi Ferenc (bal), Gulyás Antal (középen)

A Budapesti Tudományegyetem bölcsészeti karán, majd a Kolozsvári Magyar Királyi Ferencz József Tudományegyetem matematikai és természettudományi karán végzett 1909-ben, évfolyamtársa volt Gulyás Antal. Az első éves hallgatók csoportképén mindketten együtt láthatók. Uzonyi doktori oklevelet szerzett 1910-ben. A Pozsonyi Állami főreáliskolában, majd a Hajdúböszörményi Főgimnáziumban oktatott. 1913-ban a Magyar Földrajzi Intézetben részt vett a világatlasz munkálataiban. A középfokú mezőgazdasági szakoktatás iskolái Magyar Királyi Középfokú Gazdasági Tanintézetekként  működtek Debrecenben, Kassán, Marosvásárhelyen, Sepsiszentgyörgyön, Szarvason, Székesfehérváron, Szarvason és Újvidéken, melyeket az első világháború viharai elsodortak. Trianont követően (1920) 1927-ben nyílt meg újra Szarvason a csonka-Magyarország első középfokú gazdasági tanintézete.
Uzonyi az első világháború befejezése után a Debreceni Magyar Királyi Tudományegyetem (1922-től gróf Tisza István nevét felvéve) könyvtárában dolgozott. A Debreceni Akadémia már az 1920–1921-es tanévben újra működött, Uzonyi a debreceni gazdasági akadémián levelező tagozaton a tanulmányainak befejezése után okleveles gazda lett.
1922-ben a Magyaróvári Gazdasági Akadémiára került segédtanárnak, ahol a növénytan, később pedig a növénykórtan előadója lett.  Egy év után (1923) azonban Debrecenbe távozott.
1926 és 1938 között Szarvason a középfokú gazdasági tanintézetben a természetrajzi tanszék vezetőjeként Uzonyi tanította a növénytant, a gazdasági állattant. A gazdasági növénytan tantárgy keretein belül az általános növénykórtant, a  gazdasági állattan-on belül kiemelt hangsúlyt kaptak a gazdasági kártevők, azok életmódja és kártétele.
1938-ban visszatért Magyaróvárra, ő lett a növényélettani és növénykórtani tanszék vezetője.
Gulyás Antalt, Uzonyi egykori évfolyamtársát, 1921-ben levélben megkereste Kassán egy volt tanítványa, aki hívta Gulyást, hogy szükség van rá csonka-Magyarországon, a Pallagi (Debreceni) Mezőgazdasági Akadémián, ahol Rapaics Raymund örökébe lépett.  Rapaics a Tanácsköztársaság idején baloldali magatartást tanúsított, emiatt 1919-ben kitették az állásából, sőt 1920-ban nyugdíjazták. Gulyás Antal ekkor Debrecenben a növényi vírusok kollégiumát, illetve a növénykórtant oktatta. Minthogy 1939-től Gulyást kinevezték a Debreceni Mezőgazdasági Akadémia igazgatójává, ekkor oktatási feladatait a Magyaróvárról meghívott Uzonyi Ferenc vette át 1939-ben. Ugyanakkor 1942-től 1949-ig ismét Magyaróvárra költözött, tanszékvezetői címe mellett ő lett az akadémia botanikus kertjének vezetője is.
Uzonyi Ferenc 1949-től 1959-ig Gödöllőn az Agrártudományi Egyetem növénykórtani tanszékén volt tanszékvezető egyetemi tanár, a rovartani tanszéket pedig Manninger Gusztáv Adolf vezette. Az Uzonyi-féle kórtani tanszéken mellette dolgoztak Pintér László, Szepessy István, Petróczi István, Biró Ferencné Gosztonyi Mária és mások. 1959-ben újabb átszervezéssel összevonták a rovartani és a növénykórtani tanszéket, melyet az év végéig, nyugdíjba vonulásáig Uzonyi Ferenc professzor vezetett. Őt Szepessy István követte az új, növénykórtani és rovartani (később - 1962-től - növényvédelmi állattani) részleggel rendelkező, összevont tanszék vezetésében 1960-tól-1968-ig. Ebben az időszakában minden idejét az oktatásra, a növényvédelmi ismeretek átadására fordította. Jegyzetei, szakcikkei új korszakot nyitottak a növénykórtani oktatásban.

## Főbb munkái
- Gazdasági állattan. (Mosonmagyaróvár, 1943)
- Növénykórtan: Növényi és állati kártevők. (Mosonmagyaróvár, 1944)
- Növényvédelem (Budapest, 1950)
- Mezőgazdasági növénykórtan I. Általános növénykórtan. Egyetemi jegyzet. Agrártudományi Egyetem Mezőgazdaságtudományi Kar, (Gödöllő, 1951) 107 o.